# Frans Bronzwaer
Frans Bronzwaer (Heerlen, 19 mei 1945 – 16 augustus 2021) was een Nederlands zanger en gitarist.

## Levensloop
Frans Bronzwaer kwam in de muziekwereld terecht via de schoolband The Interpreters, die hij in 1961 vormde samen met zijn broer Jan Bronzwaer (drummer). Die naam kwam van het feit dat ze destijds begonnen met het spelen van covers van onder meer The Beatles en The Rolling Stones. De bandnaam wijzigde in 1966 in Py-Set. Een van de toenmalige muzikanten was Ferdinand Bakker, later van Alquin. In 1971 ging Frans Bronzwaer als soloartiest door onder de artiestennaam Richard Neal. Hij mag drie singles uitgeven via Polydor. Ze blijven buiten de hitparades en Bronzwaer verloor het platencontract. Py-Set speelde wel door tot 1980, maar kwam aan nieuwe opnamen niet toe. Bronzwaer was vervolgens te horen als medecomponist op de opnamen uit 1977 van Loeki Knol. Aan het begin van de 21e eeuw ging hij samenwerken met de klassiek geschoolde gitarist Marcel Graus. 
In 2008 vond er een revival plaats van zijn oude muziek, toen Leo Blokhuis en Matthijs van Nieuwkerk een promotiefilmpje van zijn eerste single 'Take me to the water' lieten zien tijdens De nacht van de popmuziek. Door dit event kwam in 2009 een verzamel-cd uit van Richard Neal met authentieke nummers en opnamen uit de jaren zeventig met de titel Song on the shelf.
Eind 2016 verschijnt een nieuwe solo-cd van Frans onder zijn eigen naam, getiteld 40. Samen met medecomponist Marcel Graus zijn inmiddels 3 cd’s verschenen met instrumentale muziek, stijl smoothjazz. Het nieuwste album "In the Meantime" is gereleased in Maart 2020 en bevat 15 instrumentale tracks.
Al tijdens zijn jeugd keek Bronzwaer zijn ogen uit naar de techniek in geluidsstudio’s. In 1980 begon hij zijn eigen Twin Studio in Brunssum waar hij de rol van engineer en muziekproducent vervulde.
Bronzwaer overleed na een kort ziekbed op 76-jarige leeftijd.

## Discografie

### Singles
- Any Time (1961) met The Interpreters
- Take me to the water (1971) als Richard Neal
- Special kind of man (1971) als Richard Neal
- Western lady (1975) als Richard Neal
- Chain of hearts (1984) als Franchise
- Wanna give a bit (1986) als Franchise
- "Allright for us" (2015) als Richard Neal

### Albums
- Dancer (1990) Bronzwaer)
- Storytelling (2003) Graus & Bronzwaer
- Talk to me (2006) Graus & Bronzwaer
- Song on the shelf (2009) als Richard Neal
- Trust (2013) Graus & Bronzwaer
- "40" (2016) Frans Bronzwaer
- "In the Meantime" (2020) Frans Bronzwaer